# Livadia (Kilkis)
Livadeia (Grieks: Λιβαδειά, Livadiá) is een plaats Centraal-Macedonië in Griekenland.